# Fo pa
fo pa (właściwie [fo:pa]) – kwartalnik literacko-filozoficzny ukazujący się w Szczecinie. Wydawcą jest Stowarzyszenie OPERAHAUS.